# Chen Yan (1981)
Dans ce nom chinois, le nom de famille, Chen, précède le nom personnel.
Pour les articles homonymes, voir Chen Yan.
Chen Yan, née le 27 mars 1981 à Dalian, est une nageuse chinoise.

## Palmarès
- Championnats du monde
  - Perth 1998
    -  Médaille d'or sur 400 mètres nage libre
    -  Médaille d'or sur 400 mètres quatre nages
    -  Médaille d'argent sur 200 mètres quatre nages

- Championnats du monde en petit bassin
  - Göteborg 1997
    -  Médaille d'or sur le relais 4×200 mètres nage libre

- Jeux asiatiques
  - Bangkok 1998
    -  Médaille d'argent sur 200 mètres quatre nages
    -  Médaille de bronze sur 400 mètres quatre nages